# Waterdier

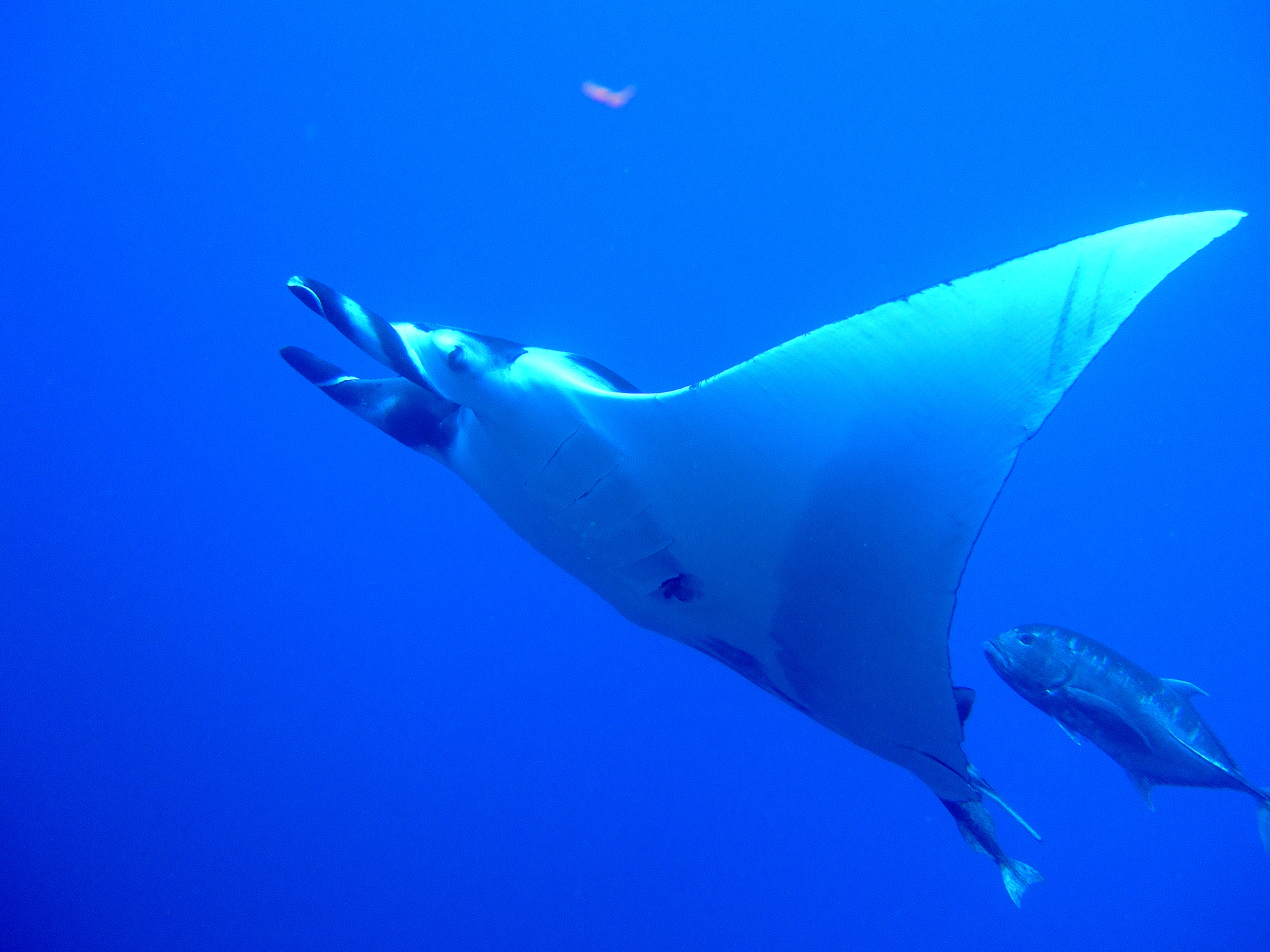
Manta alfredi

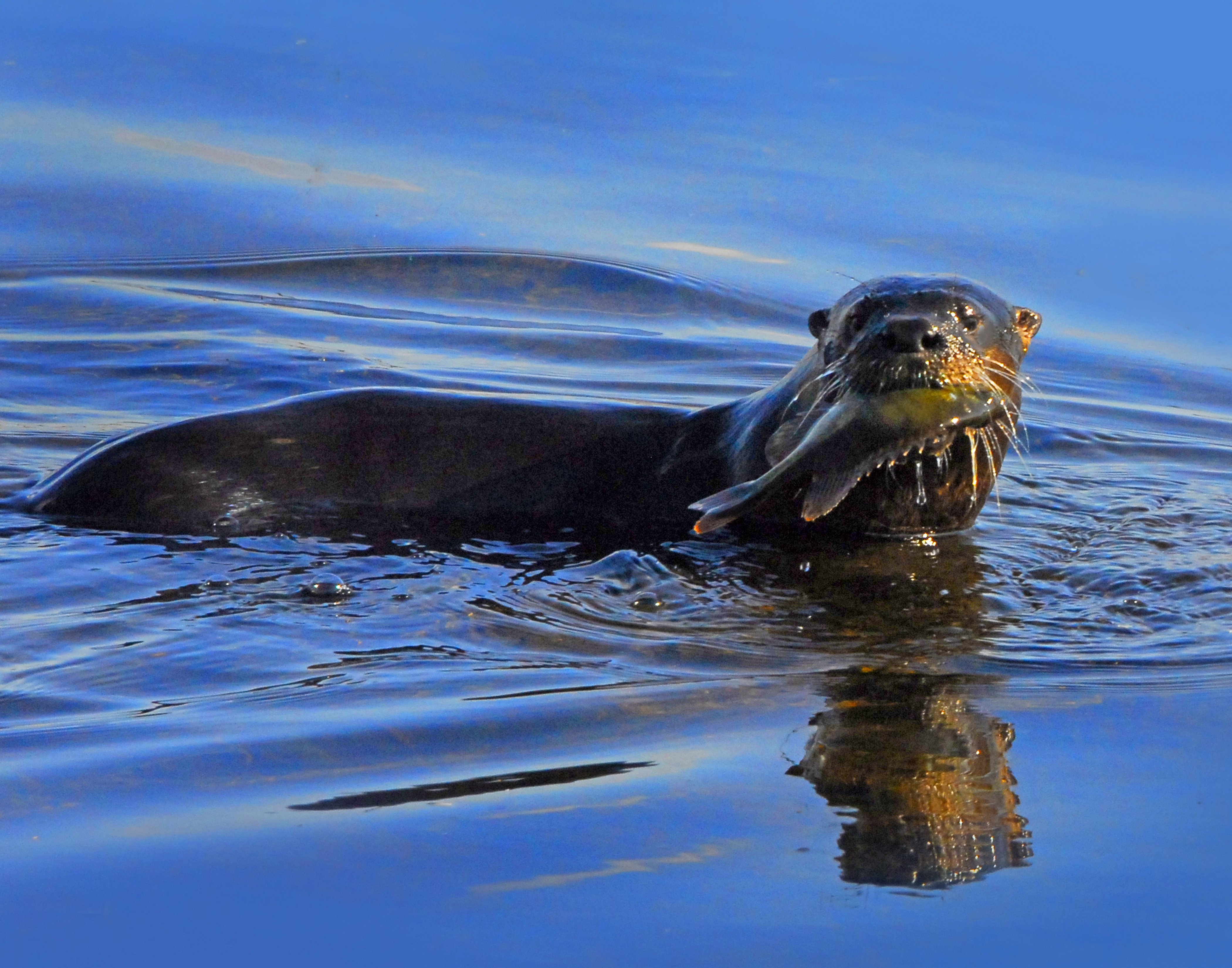
Een semi-aquatische rivierotter

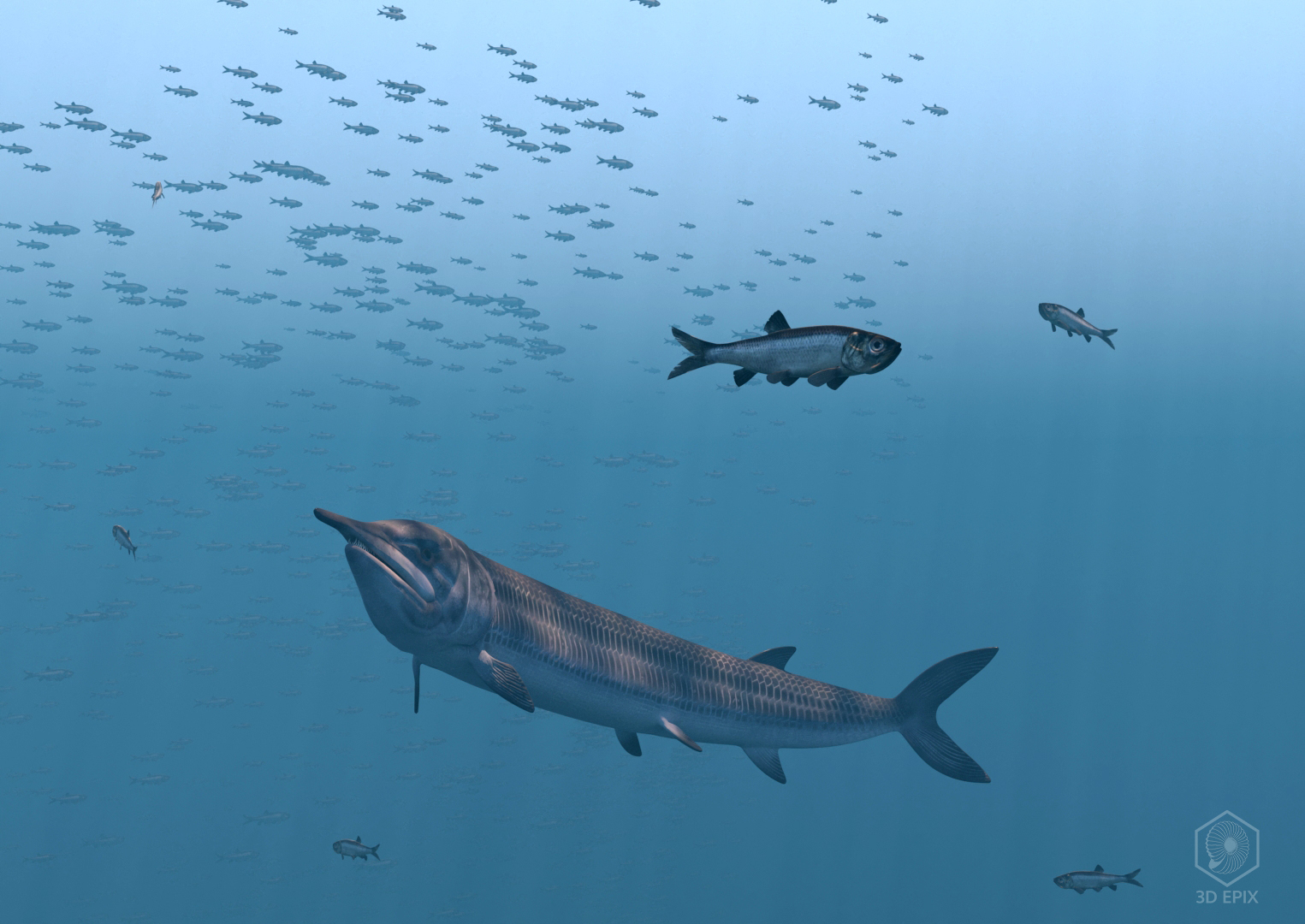
Uitgestorven Aspidorhynchus en Leptolepides

Een aquatisch dier of waterdier is een in het water levend dier, dus direct afhankelijk van water. Dit in tegenstelling tot bijvoorbeeld landdieren.
Alle leven is afhankelijk van water, maar bijvoorbeeld een watersalamander kan op het droge overleven, bijvoorbeeld tijdens de winterslaap, en een snoek niet. Aquatisch is de biologische betekenis van waterminnend, en moet niet verward worden met hydrofiel, wat de scheikundige betekenis is van een stof die water aantrekt. Veelal slaat het op de levenswijze van dier- en plantensoorten die in het water leven. De meeste vissen zijn aquatisch, evenals sommige kikkers en neotene salamanders.
Kikkers zijn gedeeltelijk aquatisch, namelijk als larve. Een kikkervisje kan niet buiten water leven, omdat het nog geen longen heeft. Nadat deze zijn ontwikkeld en de kieuwen verdwijnen, kruipt de larve op het land. Het is vanaf dat moment een kikker en niet langer aquatisch, hoewel dit proces enige weken vergt. Deze vorm van als larve aquatisch leven en als imago op het land komt voor bij kreeftachtigen, amfibieën en insecten.
Walvis- en dolfijnachtigen zijn de enige aquatische zoogdieren. Er is wel sprake van longen, maar de dieren beginnen snel uit te drogen zodra ze op het land komen. Dieren als zeehonden, nijlpaarden en de waterspin zijn niet aquatisch omdat ze enkel eten in het water, en langere tijd op het land kunnen verblijven. Ze zijn dus slechts indirect afhankelijk van water. Moeilijker ligt het met waterbewonende insecten, die in veel gevallen gewoon lucht happen en dus qua ademhaling niet aan water gebonden zijn, en kunnen vliegen, zoals de rugzwemmer (Notonecta glauca) en de geelgerande waterroofkever (Dytiscus marginalis). Omdat ze dergelijk gedrag alleen vertonen bij noodzaak, zoals voedselschaarste of uitdroging, worden ze toch als aquatisch beschouwd.
Er zijn echter uitzonderingen. Longvissen zijn wel vis, maar niet altijd aquatisch, evenals slijkspringers. De axolotl, een salamandersoort, is meestal aquatisch, maar als de omstandigheden veranderen, kan het dier vanuit het neotene stadium alsnog volwassen worden.